# Donghe Shuiku
Donghe Shuiku är en reservoar i Kina. Den ligger i provinsen Yunnan, i den sydvästra delen av landet, omkring 54 kilometer nordväst om provinshuvudstaden Kunming. Donghe Shuiku ligger 1 735 meter över havet. Arean är 2,7 kvadratkilometer. Trakten runt Donghe Shuiku består till största delen av jordbruksmark. Den sträcker sig 3,2 kilometer i nord-sydlig riktning, och 4,3 kilometer i öst-västlig riktning.
Genomsnittlig årsnederbörd är 881 millimeter. Den regnigaste månaden är juli, med i genomsnitt 186 mm nederbörd, och den torraste är februari, med 8 mm nederbörd.